# Luperosaurus angliit
Luperosaurus angliit — вид геконоподібних ящірок родини геконових (Gekkonidae). Ендемік Філіппін. Описаний у 2011 році.

## Поширення і екологія
Luperosaurus angliit мешкають на острові Лусон на півночі Філіппінського архіпелагу, зокрема в горах Сьєрра-Мадре, а також на деяких сусідніх островах, зокрема на островах Каміґуїн-Норте, Лубанг і Полілло. Вони живуть в тропічних лісах, на висоті від 91 до 800 м над рівнем моря. Трапляються на стовбурах дерев, на висоті 2-3 м над землею.